# Semur-en-Brionnais
Semur-en-Brionnais – miejscowość i gmina we Francji, w regionie Burgundia-Franche-Comté, w departamencie Saona i Loara.
Według danych na rok 1990 gminę zamieszkiwało 636 osób, a gęstość zaludnienia wynosiła 41 osób/km² (wśród 2044 gmin Burgundii Semur-en-Brionnais plasuje się na 372. miejscu pod względem liczby ludności, natomiast pod względem powierzchni na miejscu 622.).